# 平滝駅
平滝駅（ひらたきえき）は、長野県下水内郡栄村大字豊栄にある、東日本旅客鉄道（JR東日本）飯山線の駅である。

## 歴史
- 1931年（昭和6年）10月16日：飯山鉄道の停留場として開業[1]。
- 1934年（昭和9年）9月26日：停留場から駅へ昇格[1]。
- 1944年（昭和19年）6月1日：買収により、運輸通信省（のちの日本国有鉄道）飯山線の駅となる[3]。
- 1961年（昭和36年）6月10日：業務委託駅となる[4]。
- 1962年（昭和37年）8月15日：貨物の取り扱いを廃止[3]。
- 1970年（昭和45年）12月21日：荷物の扱いを廃止[3][5]。無人駅となる[6]。
- 1972年（昭和47年）8月1日：簡易委託化[7][8]。
- 1987年（昭和62年）4月1日：国鉄分割民営化により、東日本旅客鉄道の駅となる。
- 2010年（平成22年）11月：駅舎を改築[1][8]。

## 駅構造
長野方面に向かって左側にある単式ホーム1面1線を持つ地上駅である。元々は交換駅であった。開業以来の駅舎が使われてきたが、2010年（平成22年）に改築された。
飯山駅管理の簡易委託駅で、駅舎内の窓口にて乗車券が発売されている。

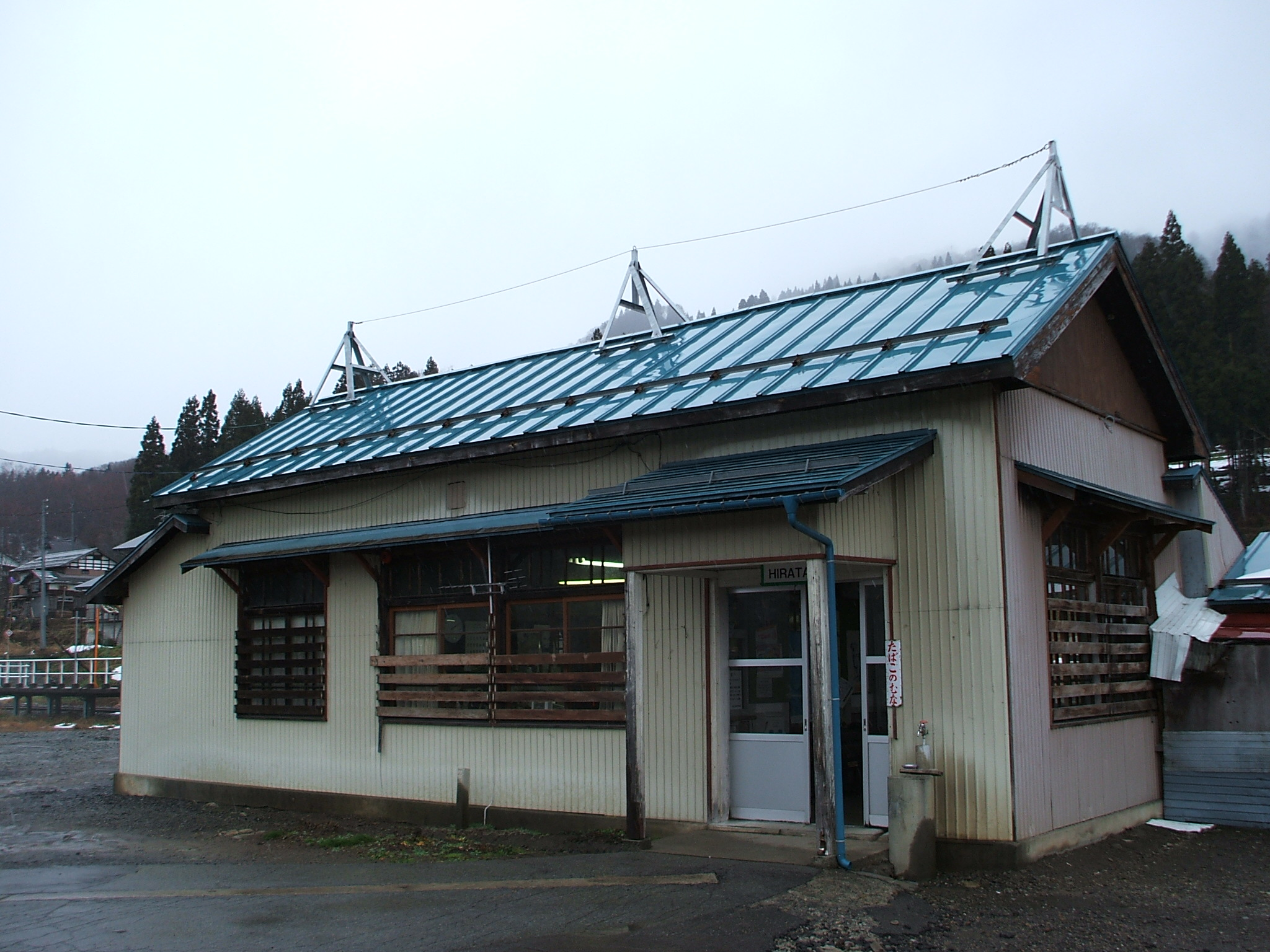
旧駅舎（2006年12月）
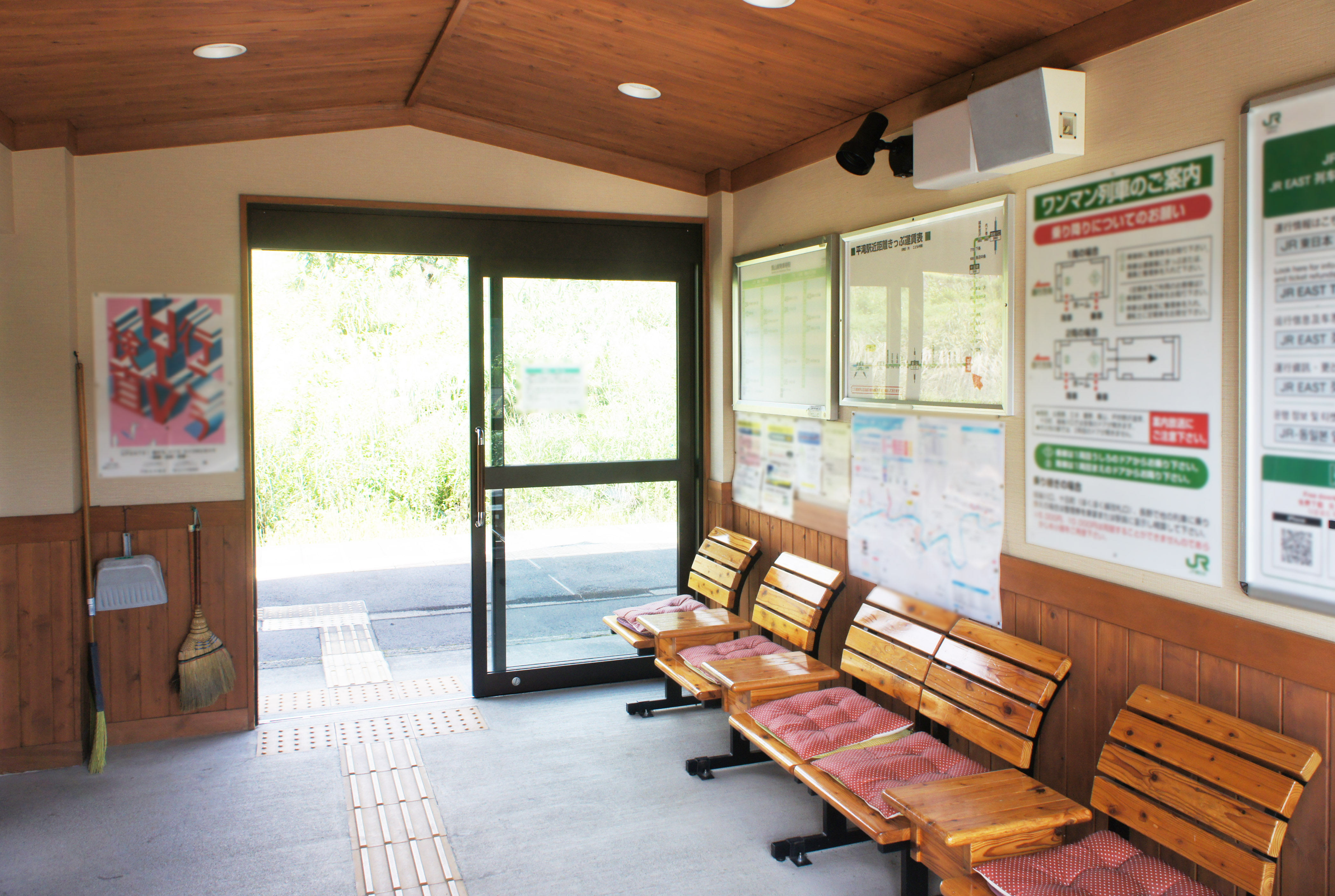
待合室（2021年9月）
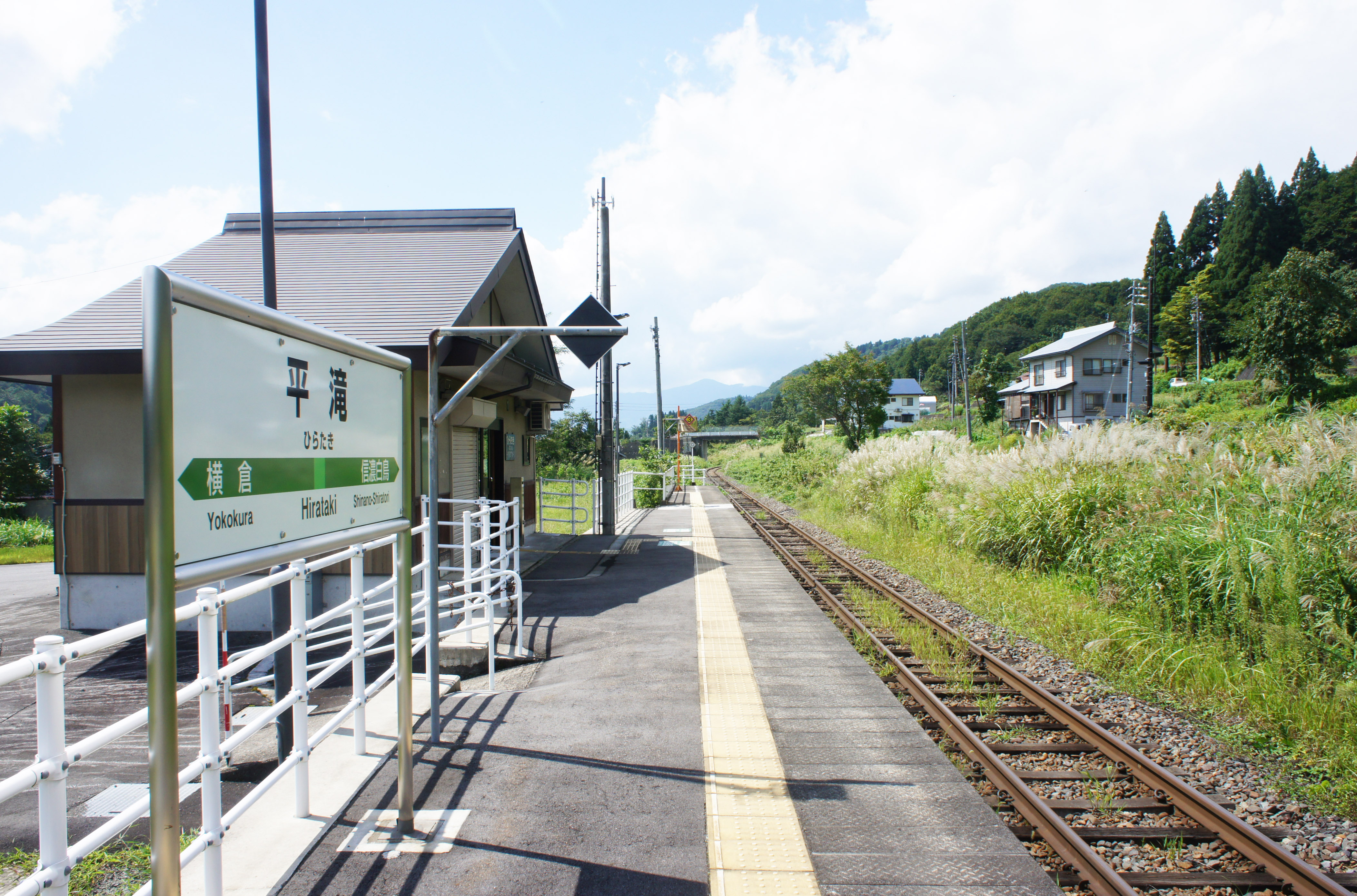
ホーム（2021年9月）

## 利用状況
JR東日本によると、2023年度（令和5年度）の1日平均乗車人員は4人である。JR東日本エリアの1日平均乗車人員を把握できる駅の中では最下位である。
2000年度（平成12年度）以降の推移は以下のとおりである。
| 1日平均乗車人員推移 | 1日平均乗車人員推移 | 1日平均乗車人員推移 | 1日平均乗車人員推移 | 1日平均乗車人員推移 |
| 年度                | 定期外              | 定期                | 合計                | 出典                |
| ------------------- | ------------------- | ------------------- | ------------------- | ------------------- |
| 2000年（平成12年）  |                     |                     | 24                  | [ 利用客数 2 ]      |
| 2001年（平成13年）  |                     |                     | 20                  | [ 利用客数 3 ]      |
| 2002年（平成14年）  |                     |                     | 23                  | [ 利用客数 4 ]      |
| 2003年（平成15年）  |                     |                     | 21                  | [ 利用客数 5 ]      |
| 2004年（平成16年）  |                     |                     | 23                  | [ 利用客数 6 ]      |
| 2005年（平成17年）  |                     |                     | 22                  | [ 利用客数 7 ]      |
| 2006年（平成18年）  |                     |                     | 23                  | [ 利用客数 8 ]      |
| 2007年（平成19年）  |                     |                     | 16                  | [ 利用客数 9 ]      |
| 2008年（平成20年）  |                     |                     | 16                  | [ 利用客数 10 ]     |
| 2009年（平成21年）  |                     |                     | 13                  | [ 利用客数 11 ]     |
| 2010年（平成22年）  |                     |                     | 13                  | [ 利用客数 12 ]     |
| 2011年（平成23年）  |                     |                     | 12                  | [ 利用客数 13 ]     |
| 2012年（平成24年）  | 2                   | 10                  | 13                  | [ 利用客数 14 ]     |
| 2013年（平成25年）  | 3                   | 8                   | 11                  | [ 利用客数 15 ]     |
| 2014年（平成26年）  | 3                   | 6                   | 10                  | [ 利用客数 16 ]     |
| 2015年（平成27年）  | 4                   | 4                   | 8                   | [ 利用客数 17 ]     |
| 2016年（平成28年）  | 4                   | 3                   | 7                   | [ 利用客数 18 ]     |
| 2017年（平成29年）  | 2                   | 2                   | 5                   | [ 利用客数 19 ]     |
| 2018年（平成30年）  | 1                   | 1                   | 3                   | [ 利用客数 20 ]     |
| 2019年（令和元年）  | 1                   | 1                   | 2                   | [ 利用客数 21 ]     |
| 2020年（令和02年）  | 1                   | 1                   | 3                   | [ 利用客数 22 ]     |
| 2021年（令和03年）  | 1                   | 1                   | 2                   | [ 利用客数 23 ]     |
| 2022年（令和04年）  | 1                   | 3                   | 4                   | [ 利用客数 24 ]     |
| 2023年（令和05年）  | 1                   | 3                   | 4                   | [ 利用客数 1 ]      |

## 駅周辺
- 平滝郵便局
- 千曲川
- 国道117号

## 隣の駅
東日本旅客鉄道（JR東日本）
■飯山線
信濃白鳥駅 - 平滝駅 - 横倉駅

### 記事本文
1. 1 2 3 4 5 6 7 8 9 10  『週刊 JR全駅・全車両基地』 21号 新潟駅・弥彦駅・津南駅ほか、朝日新聞出版〈週刊朝日百科〉、2012年12月30日、26頁。
2. 1 2  信濃毎日新聞社出版部『長野県鉄道全駅 増補改訂版』信濃毎日新聞社、2011年7月24日、48頁。ISBN 9784784071647。
3. 1 2 3  石野哲（編）『停車場変遷大事典 国鉄・JR編 Ⅱ』（初版）JTB、1998年10月1日、594頁。ISBN 978-4-533-02980-6。
4. ↑  『長鉄局二十年史』日本国有鉄道長野鉄道管理局、1971年3月30日、610頁。
5. ↑  「日本国有鉄道公示第524号」『官報』1970年12月21日。
6. ↑  「通報 ●飯山線西大滝駅の駅員無配置について（旅客局）」『鉄道公報』日本国有鉄道総裁室文書課、1970年12月21日、3面。
7. ↑  「第2章 近代化／IV 旅客」『長鉄局三十年史』日本国有鉄道長野鉄道管理局、1980年10月14日、163頁。
8. 1 2  “村のあゆみ”.  栄村役場 (2015年). 2016年10月17日時点のオリジナルよりアーカイブ。2016年11月27日閲覧。
9. ↑  “JR東日本：駅構内図・バリアフリー情報（平滝駅）”.   東日本旅客鉄道. 2024年9月4日閲覧。

### 利用状況
1. 1 2  各駅の乗車人員（2023年度） - 東日本旅客鉄道
2. ↑  各駅の乗車人員（2000年度） - 東日本旅客鉄道
3. ↑  各駅の乗車人員（2001年度） - 東日本旅客鉄道
4. ↑  各駅の乗車人員（2002年度） - 東日本旅客鉄道
5. ↑  各駅の乗車人員（2003年度） - 東日本旅客鉄道
6. ↑  各駅の乗車人員（2004年度） - 東日本旅客鉄道
7. ↑  各駅の乗車人員（2005年度） - 東日本旅客鉄道
8. ↑  各駅の乗車人員（2006年度） - 東日本旅客鉄道
9. ↑  各駅の乗車人員（2007年度） - 東日本旅客鉄道
10. ↑  各駅の乗車人員（2008年度） - 東日本旅客鉄道
11. ↑  各駅の乗車人員（2009年度） - 東日本旅客鉄道
12. ↑  各駅の乗車人員（2010年度） - 東日本旅客鉄道
13. ↑  各駅の乗車人員（2011年度） - 東日本旅客鉄道
14. ↑  各駅の乗車人員（2012年度） - 東日本旅客鉄道
15. ↑  各駅の乗車人員（2013年度） - 東日本旅客鉄道
16. ↑  各駅の乗車人員（2014年度） - 東日本旅客鉄道
17. ↑  各駅の乗車人員（2015年度） - 東日本旅客鉄道
18. ↑  各駅の乗車人員（2016年度） - 東日本旅客鉄道
19. ↑  各駅の乗車人員（2017年度） - 東日本旅客鉄道
20. ↑  各駅の乗車人員（2018年度） - 東日本旅客鉄道
21. ↑  各駅の乗車人員（2019年度） - 東日本旅客鉄道
22. ↑  各駅の乗車人員（2020年度） - 東日本旅客鉄道
23. ↑  各駅の乗車人員（2021年度） - 東日本旅客鉄道
24. ↑  各駅の乗車人員（2022年度） - 東日本旅客鉄道